# منطقة واشيم
واشيم رمزها «WS» (بالإنجليزية: Washim)‏ ، هو تقسيم إداري لدولة الهند تتبع ولاية ماهاراشترا (بالإنجليزية: Maharashtra)‏ ، مركزها هو مدينة واشيم (بالإنجليزية: Washim)‏ عدد سكانها حسب تعداد سنة 2001 هو 1,019,725 ، مساحتها 5,155 كم² وكثافة السكان 198 لكل كم² .